# Indemnita
Indemnitou (která je též někdy označována jako materiální imunita) se rozumí neodpovědnost např. poslance (či senátora) za hlasování a určité projevy učiněné v Poslanecké sněmovně (či Senátu) a v jejich orgánech. Aspekt materiální imunity spočívá ve skutečnosti, že zatímco imunita klasická vyjímá účastníka z postihu ve smyslu procesním, v případě indemnity nedojde ani k hmotněprávnímu základu případného postihu. Toto právo zakotvuje článek 27 odstavec 1 a 2 Ústavy České republiky. Poslance či senátory za takovéto projevy nelze trestně stíhat, avšak to nevylučuje možnost zahájení disciplinárního řízení ze strany příslušné komory. Disciplinární řízení pak provádí mandátový a imunitní výbor.
Prezident republiky disponoval absolutní indemnitou nepochybně do 8. března 2013, neboť podle čl. 54 odst. 3 Ústavy není z výkonu své funkce odpovědný a podle čl. 65 odst. 3 prezidenta republiky nešlo zadržet, trestně stíhat ani stíhat pro přestupek nebo jiný správní delikt a jediný delikt, který mohl během svého funkčního období spáchat, byla velezrada. V důsledku novely Ústavy č. 71/2012 Sb., kterou se zavedla přímá volba prezidenta, však byla jeho procesněprávní imunita omezena na dobu výkonu mandátu. V současné době tak lze prezidenta stíhat za trestné činy po skončení jeho mandátu. Podle názoru Pavla Rychetského to znamená, že ve vztahu k výkonu svého úřadu i nadále disponuje absolutní indemnitou, jen jednání mimo výkon jeho funkce prezidenta je kryto pouze procesní imunitou, tedy nestíhatelností. Část ústavních právníků se ale kloní k názoru, že podle čl. 54 odst. 3 Ústavy jde o neodpovědnost jen ve smyslu politickém, tj. neodpovědnost parlamentu.

## Charakter projevů
Důvodová zpráva k Ústavě stanoví, že „projevem se rozumí nejen výroky, ale i gesta, písemná podání, návrhy a jiné projevy vůle“. Podobné stanovisko zastává také právní teorie, kromě verbálního vyjadřování může jít o pokřiky, gesta, vyjádření prostřednictvím transparentu nebo doplňku oblečení, ale i písemné vyjádření, jako je např. legislativní návrh, podpis na dokumentu či písemná interpelace. Tedy vše, čím poslanec nebo senátor projevuje vůli v rámci svého mandátu, co souvisí s jeho politickou činností (jednání vyplývající z politických dohod, rozhodnutí a kompromisů), což dříve mohlo ve smyslu judikatury Nejvyššího soudu – na rozdíl od pozdějšího rozhodnutí Ústavního soudu – být i vzdání se tohoto mandátu. Naopak projev vůle, kde by se o výkon mandátu zjevně nejednalo (např. jednání proti důstojnosti, majetku nebo zdraví jiného), by ústavně chráněn nebyl.
Indemnitou chráněné projevy se ale musí odehrávat při jednání parlamentní komory nebo jejích orgánů (bez ohledu na to, zda se jedná přímo v sídle Parlamentu nebo jinde), nikoli mimo jednání, např. v kuloárech či o přestávce. Orgánem komory se pak ve smyslu čl. 31 Ústavy rozumí její výbor či komise, judikatura ale do tohoto pojmu zahrnula i poslanecký klub. Judikatura Ústavního soudu pak upřesnila, že indemnitou chráněný projev musí sdělovat informaci nebo vyjadřovat názor, ačkoli míra expresivity nebo samotný obsah projevu jinak není relevantní, a musí směřovat vůči účastníkům parlamentní debaty, nikoli navenek (např. zveřejněním na sociální síti), protože smyslem indemnity není záruka svobody projevu poslance či senátora jakožto jejich osobní výsada, ale ochrana celého parlamentu před výkonnou mocí.